# Steinhart-Hart-Gleichung
Die Steinhart-Hart-Gleichung beschreibt die Veränderung des elektrischen Widerstandes bei einem Halbleiter zufolge einer Temperaturänderung und findet unter anderem Anwendung im Bereich der elektrischen Messtechnik zur Temperaturmessung mit Hilfe von Heißleitern (NTCs), welche einen Typ von Thermistoren darstellen. Die Formulierung der Gleichung geht auf John S. Steinhart und Stanley R. Hart zurück, welche diesen Zusammenhang erstmals 1968 publizierten.

## Allgemeines
Die allgemeine Form der Steinhart-Hart-Gleichung, welche die Temperatur {\displaystyle T} als Funktion des gemessenen elektrischen Widerstandes {\displaystyle R} ausdrückt, hat folgende Form:
{\displaystyle {{\frac {1}{\{T\}}}=\sum _{i=0}^{\infty }a_{i}\ln ^{i}(\{R\})=a_{0}+a_{1}\ln(\{R\})+a_{2}\ln ^{2}(\{R\})+a_{3}\ln ^{3}(\{R\})+a_{4}\ln ^{4}(\{R\})+\ldots }}
mit den vom Heißleitermaterial abhängigen Koeffizienten {\displaystyle a_{i}}. In diese Zahlenwertgleichung muss der Zahlenwert der Temperatur {\displaystyle T} in der Einheit Kelvin und der Zahlenwert des elektrischen Widerstandes {\displaystyle R} in der Einheit Ohm eingesetzt werden.
Obwohl viele Quellen die falsche Annahme nennen, dass eine Gleichung mit mehr Koeffizienten eine genauere Regression ermöglichen, besagt die Originalveröffentlichung von Steinhart und Hart etwas Anderes. Demnach ist es für die Praxis am sinnvollsten, {\displaystyle a_{0}}, {\displaystyle a_{1}} und {\displaystyle a_{3}} zu nutzen:
{\displaystyle {\frac {1}{\{T\}}}=a_{0}+a_{1}\ln(\{R\})+a_{3}\ln ^{3}(\{R\})}
Die höchste Genauigkeit wurde erreicht, indem {\displaystyle a_{0}}, {\displaystyle a_{1}}, {\displaystyle a_{3}} und {\displaystyle a_{5}} für die Berechnung genutzt wurden:
{\displaystyle {\frac {1}{\{T\}}}=a_{0}+a_{1}\ln(\{R\})+a_{3}\ln ^{3}(\{R\})+a_{5}\ln ^{5}(\{R\})}
Die drei Koeffizienten {\displaystyle a_{0}}, {\displaystyle a_{1}} und {\displaystyle a_{3}} werden als Steinhart-Hart-Koeffizienten bezeichnet und sind für verschiedene, handelsübliche Typen von Heißleiterwiderständen in deren technischen Datenblättern tabelliert. Bei unbekannten Steinhart–Hart-Koeffizienten lassen sie sich durch Messungen von drei, über den Messbereich verteilten Punkten, ermitteln.

## Inverse Gleichung
Die für praktische Messungen inverse Steinhart-Hart-Gleichung liefert zu einem gegebenen Temperaturwert {\displaystyle T} den elektrischen Widerstand {\displaystyle R}, mit folgenden Zusammenhang:
{\displaystyle \{R\}=\exp \left({\sqrt[{3}]{x-y}}-{\sqrt[{3}]{x+y}}\right)}
mit
{\displaystyle y={a_{0}-{1 \over \{T\}} \over 2a_{3}}}
und
{\displaystyle x={\sqrt {\left({a_{1} \over 3a_{3}}\right)^{3}+y^{2}}}}